# Helden van Hier: In de Lucht
Helden van Hier: In de Lucht is een Vlaamse docusoap die het werk van de West-Vlaamse MUG-helikopter en de spoedgevallendienst van het AZ Sint-Jan in Brugge in beeld brengt. De reeks werd uitgezonden op televisiezender VTM. Zowel interventies van de MUG-helikopter als de opvang van patiënten op de spoedgevallendienst komen erin aan bod. De West-Vlaamse MUG-helikopter wordt uitgebaat door het Instituut voor Medische Dringende Hulpverlening (IMDH) in samenwerking met het AZ Sint-Jan, dat instaat voor het medisch personeel. De reeks is een spin-off van Helden van Hier: Door het Vuur, dat eveneens op VTM te zien was, en werd geproduceerd door hetzelfde productiehuis (Geronimo). Voor de opnames werd gebruikgemaakt van vaste camera's en bodycams die door de hulpverleners gedragen werden.
Het eerste seizoen was van 16 november tot 7 december 2016 en het tweede seizoen van 6 september tot 1 november 2017 op VTM te zien.

## Klacht
Eind 2017 kondigde de familie van een dertiger die in april zelfmoord had gepleegd aan een klacht in te dienen tegen VTM en productiehuis Geronimo. De familie kreeg via het televisieprogramma expliciete details te zien over de zelfdoding die de hulpverleners hun bespaard hadden, zonder daar vooraf van verwittigd te zijn. Het gezin kreeg excuses van zowel VTM als Geronimo, maar nam daarmee geen genoegen.